# Phacelurus franksae
Phacelurus franksae är en gräsart som först beskrevs av John Medley Wood, och fick sitt nu gällande namn av Clayton. Phacelurus franksae ingår i släktet Phacelurus och familjen gräs. Inga underarter finns listade i Catalogue of Life.